# Hatfield (condado de Hampshire)
Hatfield es un lugar designado por el censo ubicado en el condado de Hampshire en el estado estadounidense de Massachusetts. En el Censo de 2010 tenía una población de 1.318 habitantes y una densidad poblacional de 210,98 personas por km².

## Geografía
Hatfield se encuentra ubicado en las coordenadas 42°22′22″N 72°36′14″O / 42.37278, -72.60389. Según la Oficina del Censo de los Estados Unidos, Hatfield tiene una superficie total de 6.25 km², de la cual 6.03 km² corresponden a tierra firme y (3.52%) 0.22 km² es agua.

## Demografía
Según el censo de 2010, había 1.318 personas residiendo en Hatfield. La densidad de población era de 210,98 hab./km². De los 1.318 habitantes, Hatfield estaba compuesto por el 97.8% blancos, el 0.23% eran afroamericanos, el 0.23% eran amerindios, el 0.83% eran asiáticos, el 0% eran isleños del Pacífico, el 0.46% eran de otras razas y el 0.46% pertenecían a dos o más razas. Del total de la población el 1.21% eran hispanos o latinos de cualquier raza.